# Edmund Oppman
Edmund Oppman (ur. 14 sierpnia 1903 w Jekatierynosławiu, zm. 12 stycznia 1951 w Londynie) – polski historyk dziejów nowożytnych, zwłaszcza dziejów Warszawy, archiwista.

## Życiorys
Absolwent historii na Uniwersytecie Warszawskim. Był uczniem Marcelego Handelsmana, w 1928 obronił rozprawę doktorską. Następnie pracował w Archiwum Akt Dawnych i Archiwum Wojskowym w Warszawie. 
Po II wojnie światowej znalazł się na emigracji. Organizował tam polskie archiwa we Francji i Wielkiej Brytanii. Był kierownikiem Archiwum Instytutu Historycznego im. W. Sikorskiego w Londynie. Współorganizator Polskiego Towarzystwa Historycznego na Obczyźnie i współredaktor pisma „Teki Historyczne”. 

## Życie prywatne
Jego żoną była Regina Oppmanowa.

## Wybrane publikacje
- Wodzowie Polski : szlakami chwały oręża polskiego, Warszawa: Instytut Propagandy Państwowo-Twórczej 1934.
- Warszawskie "Towarzystwo Patriotyczne" 1830-1831, Warszawa: Tow. Miłośników Historii 1937.
- Rozwój życia finansowego Warszawy, Warszawa: Komunalna Kasa Oszczędności 1938.